# ألون تورغمان
ألون تورغمان (بالعبرية: אלון תורג'מן‏) (6 سبتمبر 1991 بنتانيا في إسرائيل - ) هو لاعب كرة قدم إسرائيلي في مركز الهجوم. شارك مع منتخب إسرائيل تحت 21 سنة لكرة القدم. أما مع النوادي، فقد لعب مع مكابي حيفا ونادي هبوعيل تل أبيب وهبوعيل بتاح تكفا ‏.

## روابط خارجية
- ألون تورغمان على موقع الاتحاد الأوربي (الإنجليزية)
- ألون تورغمان على موقع قاعدة بيانات كرة القدم.إي يو (الإنجليزية)
- ألون تورغمان على موقع Soccerway.com (الإنجليزية)
- ألون تورغمان على موقع عالم كرة القدم.نت (الإنجليزية)
- ألون تورغمان على موقع AS.com (الإسبانية)